# Spermacoce pilulifera
Spermacoce pilulifera är en måreväxtart som först beskrevs av Henry Nicholas Ridley, och fick sitt nu gällande namn av Ian Mark Turner. Spermacoce pilulifera ingår i släktet Spermacoce och familjen måreväxter. Inga underarter finns listade i Catalogue of Life.